# VAM (Radsport)
VAM ist die Abkürzung des aus dem italienischen kommenden Ausdrucks velocità ascensionale media und meint die durchschnittliche Geschwindigkeit, mit der Höhenmeter, also Anstiege im Radsport, bewältigt werden. Der sportwissenschaftliche Begriff wurde vom italienischen Sportarzt Michele Ferrari geprägt und meint die Steigleistung in Metern (m) bezogen auf eine Stunde (h). Typischerweise ist die VAM-Kennzahl erst dann aussagekräftig, wenn der Anstieg mehrere Minuten dauert.

## Hintergrund
VAM ist ein im Radsport gebräuchlicher Parameter, der Fitness und Geschwindigkeit für Bergfahrten misst. Die Kennzahl ermöglicht einen Vergleich und eine Objektivierung der Leistungswerte von Radsportlern in den Bergen. Ferrari stellte fest, dass die VAM mit den Steigungsprozenten der Strecke bis zu einem gewissen Grad exponentiell ansteigt. Beispielsweise ist ein VAM von 1180 m/h für einen 64 Kilogramm schweren Fahrer an einer Steigung von 5 % gleichwertig zu einem VAM von 1400 m/h an einer Steigung von 10 % beziehungsweise ein VAM von 1675 m/h an einer Steigung von 13 %.
Dieser Zusammenhang entsteht, da Umgebungsbedingungen wie Reibung und Luftwiderstand bei steileren Hängen weniger Energie absorbieren als im Flachen, da die Geschwindigkeit insgesamt geringer ausfällt und damit zunehmend weniger ins Gewicht fällt. Damit gilt, dass höhere VAM-Werte nur an steileren Anstiegen realisierbar sind.

## Definition
Die VAM wird wie folgt festgelegt und berechnet:
{\displaystyle \mathrm {VAM} ={\frac {\mathrm {H{\ddot {o}}henmeter\cdot 60} }{\mathrm {ben{\ddot {o}}tigte\;Minuten} \;\mathrm {f{\ddot {u}}r\;den\;Aufstieg} }}}
Gleichwertig zu diesem Ausdruck ist Vm/h, also Vertikalmeter pro Stunde.

## Beziehung zur Leistung
Die relative Leistung {\displaystyle P} (→ Physical Working Capacity) wird auf die Körpermasse {\displaystyle m} des Radsportlers bezogen. Ohne Berücksichtigung von Reibungsverlusten und der zusätzlichen Masse durch das Fahrrad würde die relative Leistung VAM multipliziert mit der Erdbeschleunigung gleich {\displaystyle g} betragen. Es gilt also:
{\displaystyle {\frac {P}{m}}=\mathrm {VAM} \cdot g}
mit {\displaystyle g=9{,}81\,\mathrm {m/s^{2}} }, was gleichwertig ist zu:
{\displaystyle \mathrm {Relative\;Leistung\;(Watt/kg)} =\mathrm {VAM(m/h)} \cdot {\frac {9{,}81}{3600}}\approx {\frac {\mathrm {VAM(m/h)} }{367}}}
Empirisch gilt der Zusammenhang für die Berücksichtigung der Fahrradmasse und der Reibung:
{\displaystyle \mathrm {Relative\;Leistung\;(Watt/kg)} ={\frac {\mathrm {VAM(m/h)} }{200+10\cdot \mathrm {Steigungsrate\;in\;Prozent} }}}

## Typische VAM-Werte
Für das Feld der Profi-Radsportler werden folgende VAM typischerweise erreicht:
| VAM (m/h) | erreicht von                                                                   |
| --------- | ------------------------------------------------------------------------------ |
| > 1800    | nur Spitzenfahrer im Wettkampf                                                 |
| 1650–1800 | Top 10-Fahrer, GC-Fahrer der Tour de France oder Etappensieger bei Bergetappen |
| 1450–1650 | Top 20-Fahrer, GC-Fahrer der Tour de France, Top 20 bei schweren Bergetappen   |
| 1300–1450 | Absolventen der Tour de France bei Bergetappen im Peloton                      |
| 1100–1300 | Fahrer des Gruppetto bei einer Bergetappe                                      |

Hobby-Tourenfahrer erreichen in der Regel VAM-Werte von 300 bis 400, sportliche Hobby-Radsportler auf asphaltierten Strecken VAM-Werte zwischen 800 und 1000. Tadej Pogačar, einer der herausragendsten Radsportler der 2020er Jahre, gab an bei einer Steigung von 7 oder 7,5 Prozent im Training für 15 Minuten zwischen 1700 und 1800 VAM zu fahren.